# 长密花穗薹草
长密花穗薹草（学名：Carex longispiculata）是莎草科薹草属的植物，为中国的特有植物。分布在中国大陆的甘肃、四川西部等地，生长于海拔1,400米至2,800米的地区，常生于阴坡潮湿处或河谷灌丛中，目前尚未由人工引种栽培。